# Barbacana de Cracovia
La barbacana de Cracovia (en polaco: barbakan krakowski) es una barbacana (estructura defensiva conectada a las murallas) de final de la Edad Media situada en Cracovia, Polonia. Es una puerta histórica que conduce al centro histórico de Cracovia, uno de los pocos restos de la compleja red de fortificaciones y estructuras defensivas que antiguamente rodeaban la ciudad. Actualmente es una atracción turística en la que se realizan diversas exposiciones.

## Historia
La barbacana fue construida en torno a 1498 en estilo gótico. Es uno de los tres puestos fortificados de su clase que sobreviven en Europa, y el mejor conservado. Es una estructura cilíndrica de ladrillos rodeada por un foso con un patio interior de 24,4 metros de diámetro y siete torretas. Sus paredes, de 3 metros de ancho, tienen 130 aspilleras. Originalmente, estaba conectada a las murallas mediante un pasadizo cubierto que conducía a la Puerta de San Florián y servía como punto de control para todos los que entraban en la ciudad. En la pared oriental, una placa conmemora la hazaña de un ciudadano de Cracovia, Marcin Oracewicz, quien defendió la ciudad de los rusos y disparó al Coronel Panin durante la Confederación de Bar. Obra maestra de la ingeniería militar medieval, fue añadida a las fortificaciones de la Ruta Real a finales del siglo XV.

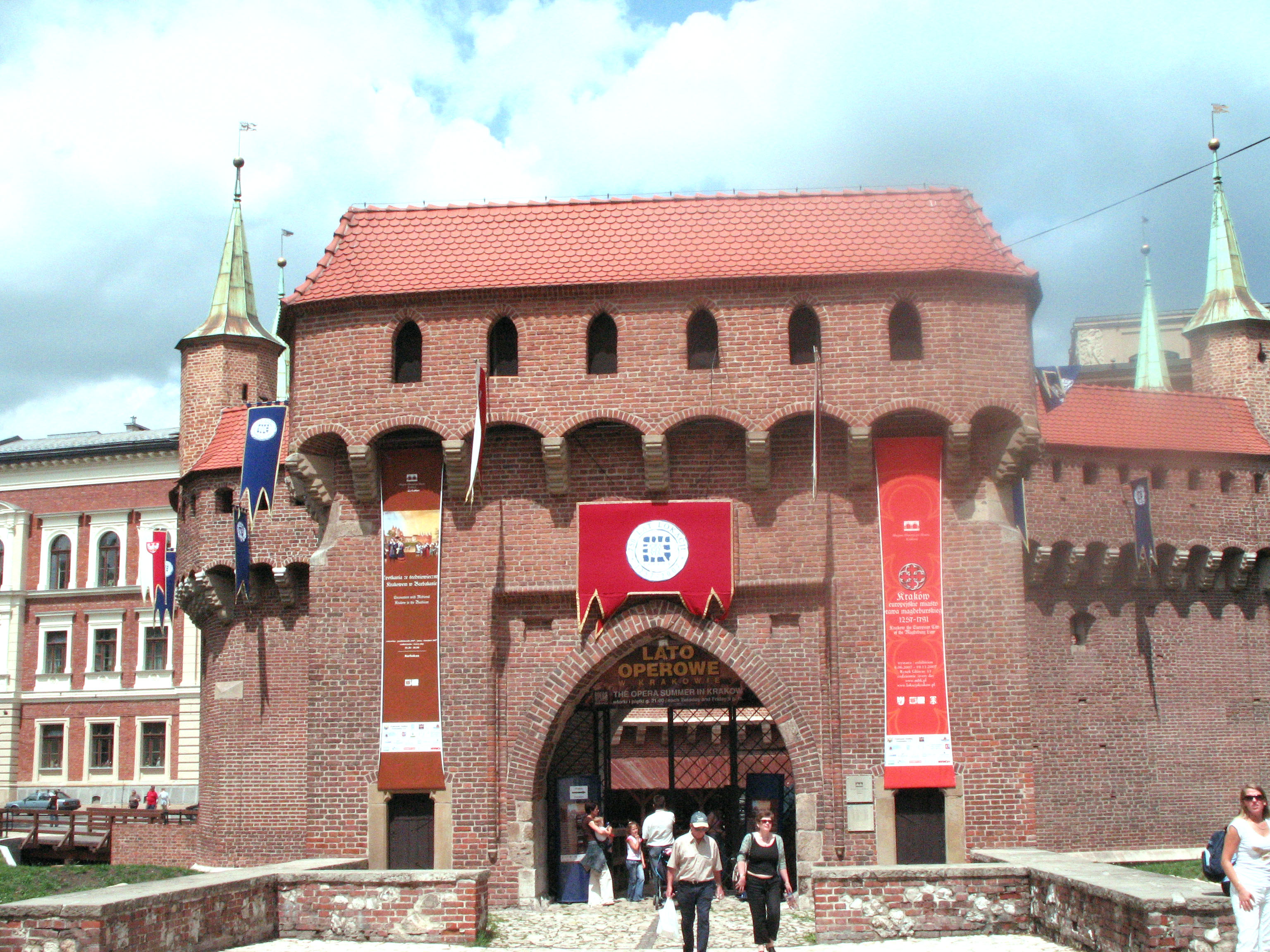
Entrada a la barbacana de Cracovia.
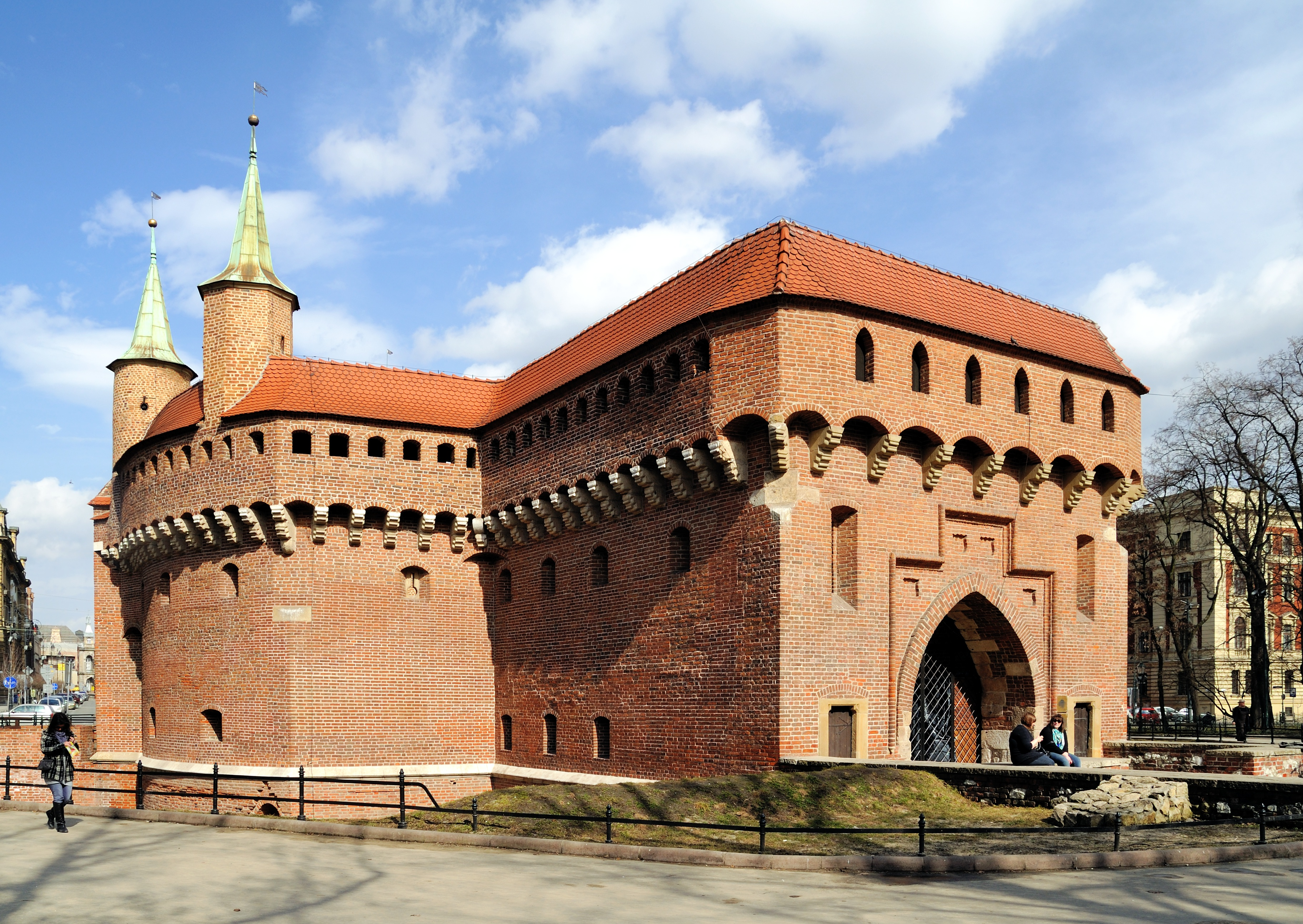
Una puerta del pasadizo cubierto que conducía a la puerta de San Florián.
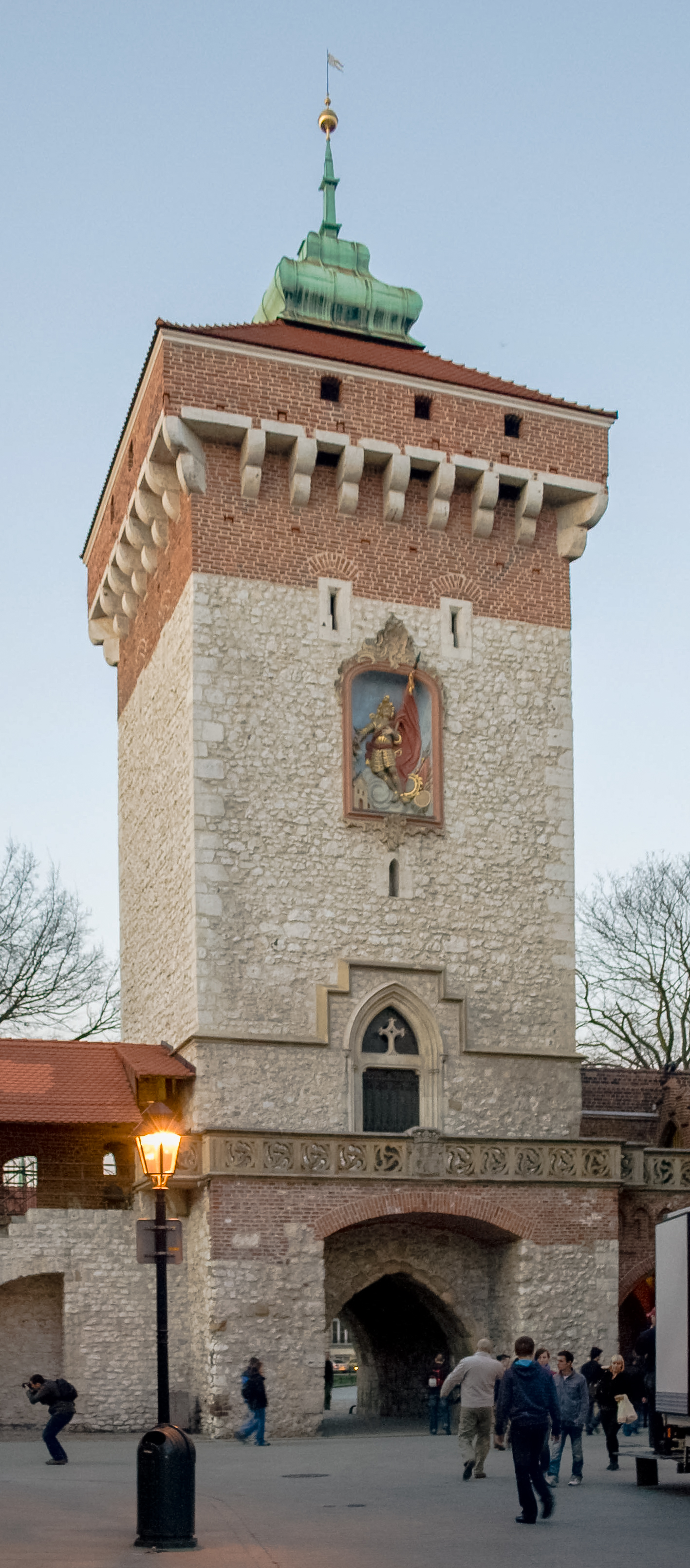
Puerta de San Florián.